# Espacio epidural
El espacio epidural (también llamado espacio extradural o peridural) es un espacio que está fuera de la duramadre (meninge más superficial que envuelve la médula) siendo ocupado por tejido conjuntivo laxo, grasa peridural y por el plexo venoso vertebral interno. Solamente existe en el canal vertebral, no hay espacio epidural en el cráneo. Su función es la de proteger a la médula de posibles daños producto de los movimientos de la columna.
Este plexo tiene comunicación directa con los senos durales del cráneo, por lo tanto puede ser una vía de diseminación de infecciones, émbolos o células cancerosas desde la pelvis hacia el cerebro.

## Importancia clínica
El espacio epidural -o peridural- es de enorme importancia en clínica, ya que bajo L2 se pueden depositar anestésicos locales (anestesia epidural) que permiten intervenciones quirúrgicas, en general, bajo el ombligo. Es muy usada la anestesia regional sobre todo en el ámbito obstétrico. También se puede extraer líquido cerebroespinal con fines analíticos o para medir presión.